# تترافلوئوروبرات نقره
تترافلوئوروبرات نقره (به انگلیسی: Silver tetrafluoroborate) با فرمول شیمیایی AgBF4 یک ترکیب شیمیایی با شناسه پاب‌کم 159722 است. که جرم مولی آن 194.673 g/mol می‌باشد. شکل ظاهری این ترکیب، پودر سفید است.